# Symmimetis thorectes
Symmimetis thorectes là một loài bướm đêm trong họ Geometridae.